# کرستیانکا
کرستیانکا (به لاتین: Krestyanka) یک منطقهٔ مسکونی در روسیه است که در سرزمین آلتای واقع شده‌است.